# Haras national de Strasbourg
Le haras national de Strasbourg est un monument historique situé à Strasbourg, dans le département français du Bas-Rhin.

## Localisation
Ce bâtiment est situé au 1, rue Sainte-Élisabeth à Strasbourg, à l'angle avec la rue des Greniers et la rue des Glacières.

## Historique

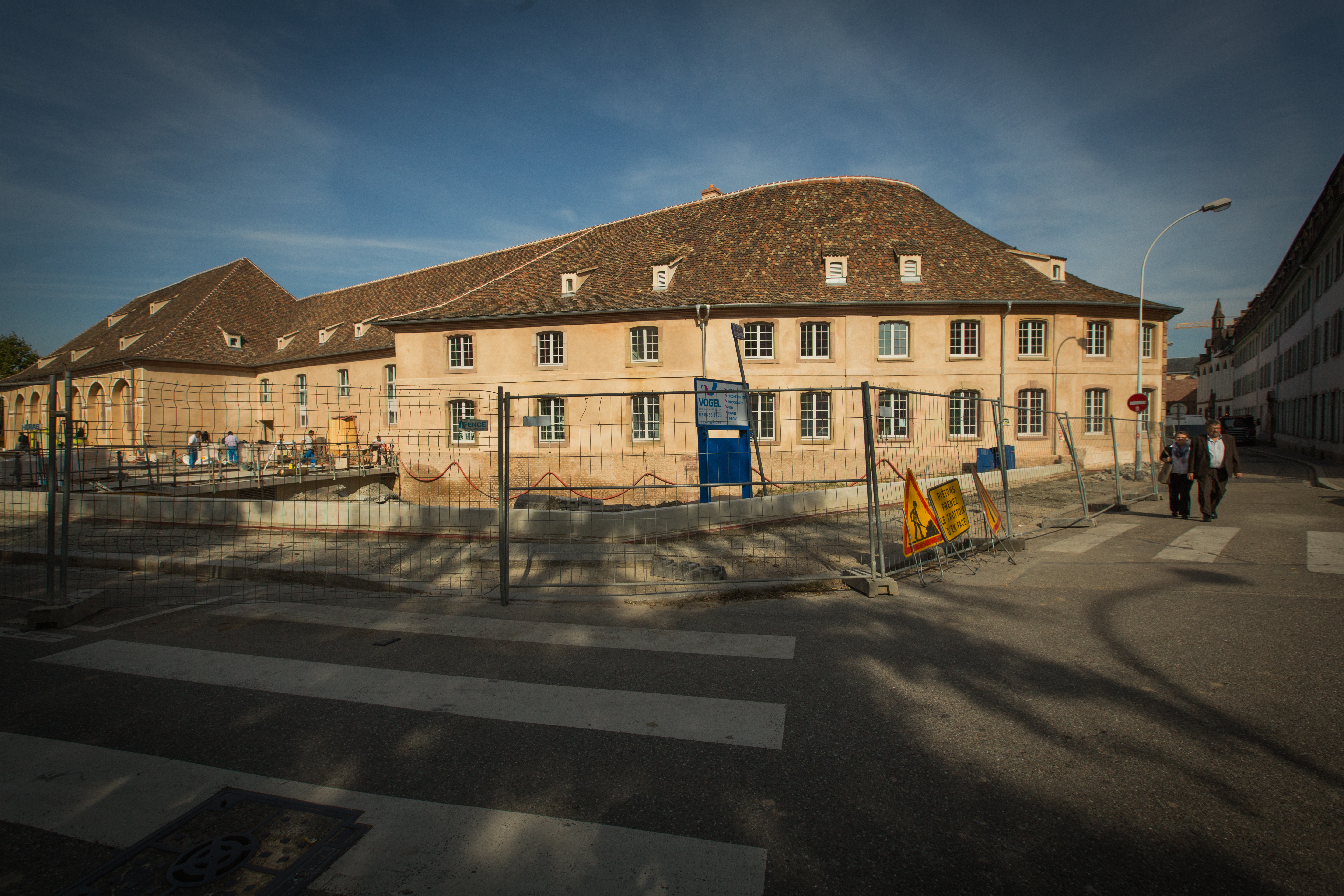
Le Haras national en octobre 2013, après sa complète restauration.

La création des haras de Strasbourg découle du déménagement en 1752 de l’école d’équitation établie par la ville dans des locaux de la rue de l’Ecarlate, devenues vétustes, vers un terrain voisin rendu libre par la disparition du couvent dominicain Sainte-Elisabeth. Les travaux sont confiés à Jacques Gallay, qui fut appareilleur du palais des Rohan avait d’être reçu architecte et de concevoir à Strasbourg divers hôtels particuliers, dont celui des Dames d'Andlau et celui de Turckheim.
En 1756, l’État impose de doubler cette école municipale d’un haras royal, par déplacement de l’établissement créé quelques années plus tôt dans les faubourgs de la Robertsau. Cette coexistence de deux autorités dans une même maison n’ira pas sans poser quelques problèmes... Le second établissement (comprenant la grande écurie et le portail rue Sainte-Elisabeth) est conçu par Clinchamp, directeur des Ponts et Chaussées d’Alsace.
Aux bâtiments de l’école, hâtivement construits en brique enduite, répondent ceux des haras, noblement appareillés en grès. L’ensemble, qui forme un vaste U encadrant la carrière, nous a été intégralement transmis, comme en témoigne le plan relief de 1836, grâce à la pérennité de son affectation. Les haras sont en effet maintenus par Napoléon Ier, soucieux de doter l’économie et l’armée françaises de chevaux de qualité. La Troisième République pérennise l’établissement sous le nom de haras national.
D’après l’arrêté du 6 janvier 1922 : sont classées au titre des monuments historiques la grande écurie en totalité et l’entrée principale.
D’après l’arrêté du 22 septembre 1987 : sont classés au titre des monuments historiques l’escalier à balustres en bois situé dans le corps de logis principal, les façades et toitures de l’ensemble des bâtiments (à l’exclusion de celles des deux bâtiments en bordure de la rue des Glacières et de la petite aile en retour au Sud Est de la grande cour).

### Rénovation
Fin 2013, les Haras ont été rénovés afin d'accueillir un hôtel, une brasserie et un biocluster,.